# Таррагонесский субдиалект
Таррагонесский субдиалект центральнокаталанского диалекта каталанского языка (кат. català tarragoní и изредка кат. català tarragonès) — субдиалект каталанского языка, на котором говорят в нескольких комарках автономного сообщества Каталония: Баш-Камп, Альт-Камп и Таррагонес.
Этот субдиалект является частью центральнокаталанского диалекта, который входит в число восточных говоров каталанского языка
Для обозначения таррагонесского субдиалекта используется сокращение «TGN».

## Сравнение с другими говорами
Основными чертами субдиалекта являются:
- переход безударного [o] в [u] (как в других субдиалектах центральнокаталанского диалекта),
- переход конечного безударного [-ə] в [-ɛ] (даже если на письме употребляется буква -a)

| Русский      | Каталанский | Северо-западный диалект (муниципалитет Вимбоди-и-Поблет) | Субдиалект шипелья (муниципалитет Соливелья) | Таррагонесский субдиалект (муниципалитет Монблан) | Центральнокаталанский диалект (муниципалитет Санта-Колома-де-Керальт) |
| ------------ | ----------- | -------------------------------------------------------- | -------------------------------------------- | ------------------------------------------------- | --------------------------------------------------------------------- |
| земля        | terra       | [ˈtɛra]                                                  | [ˈtɛri]                                      | [ˈtɛrɛ]                                           | [ˈtɛrə]                                                               |
| вода         | aigua       | [ˈajwa]                                                  | [ˈajwə]                                      | [ˈajwɛ]                                           | [ˈajwə]                                                               |
| человек      | home        | [ˈɔme]                                                   | [ˈɔmi]                                       | [ˈɔmɛ]                                            | [ˈɔmə]                                                                |
| жена         | dona        | [ˈdɔna]                                                  | [ˈdɔni]                                      | [ˈdɔnɛ]                                           | [ˈdɔnə]/[ˈdɔnɔ]                                                       |
| есть, кушать | menjar      | [menˈdʒa]                                                | [minˈdʒa]                                    | [mənˈʒa]                                          | [mənˈdʒa]                                                             |
| пить         | beure       | [ˈbewre]                                                 | [ˈbewri]                                     | [ˈbɛwrɛ]                                          | [ˈbɛwrə]                                                              |
| маленький    | petit       | [peˈtit]                                                 | [pəˈtit]                                     | [pəˈtit]                                          | [pəˈtit]                                                              |
| покупать     | comprar     | [komˈpra]                                                | [kumpra]                                     | [kumˈpra]                                         | [kumpra]                                                              |
| день         | dia         | [ˈdia]                                                   | [ˈdii]/[ˈdiɛ]                                | [ˈdiɛ]                                            | [ˈdiə]                                                                |
| английский   | anglès      | [anˈgles]                                                | [ənˈglɛs]                                    | [ənˈglɛs]                                         | [ənˈglɛs]                                                             |
| мы           | nosaltres   | [nozalˈtres]                                             | [nalˈtris]                                   | [nalˈtrus]                                        | [nuzalˈtrəs]                                                          |
| почему       | perquè      | [perˈke]                                                 | [pərˈkɛ]                                     | [pərˈkɛ]                                          | [pərˈkɛ]                                                              |
| яблоко       | pomes       | [ˈpomes]                                                 | [ˈpomis]                                     | [ˈpoməs]                                          | [ˈpoməs]                                                              |

Исследования каталанских диалектов с точки зрения интонации предложений показали, что таррагонесский говор имеет собственную интонационную структуру вопросительных предложений, которая отличает его от других субдиалектов и диалектов

## Лексика
Таррагонесский субдиалект имеет следующие диалектизмы:
- tindre/vindre/valdre вместо tenir/venir/valer.
- bajoca вместо mongeta tendra.
- xafarot вместо xafarder/tafaner.
- сохранился древний артикль lo, восходящий к латинскому illu(m). Например: tot lo dia
- xiquet/a вместо nen/a o noi/a.
- xic/a вместо noi/a.
- употребление naltros и nantros
- valtros вместо vosaltres.
- moixó вместо ocell.
- llaurador вместо pagès.
- llangonissa вместо llonganissa или botifarra (взаимозаменяемы)
- acotxar вместо inclinar или ajupir-se.
- bora nit вместо bona nit.
- ensapegar вместо ensopegar.
- pelsigar вместо trepitjar.
- rebordonit вместо coliflor.
- moresc вместо blat de moro.
- botifarra blanca o negra вместо bull blanc o negre.
- fesols вместо mongetes seques.
- xampú вместо clara.
- coc вместо pa de pessic.
- tombar вместо passejar.
- txollar вместо rapar.
- senalla вместо cabàs.
- color carabassa вместо color taronja.
- guino вместо avariciós